# سايالونغا
بلدية سايالونغا (بالإسبانية: Sayalonga) هي بلدية تقع في مقاطعة مالقة التابعة لمنطقة أندلوسيا جنوب إسبانيا.

## الديموغرافيا
بلغ عدد سكان بلدية سايالونغا 1.557 نسمة عام 2011 (وفقاً للمعهد الوطني الإسباني للإحصاء).
| 1.138 | 1.147 | 1.236 | 1.401 | 1.490 | 1.564 | 1.557 |